# Rusenge (Sektor)
Rusenge ist ein Sektor im Distrikt Nyaruguru in der Südprovinz von Ruanda.

## Geographie
Der Sektor hat eine Fläche von 59,9 km² und liegt auf einer Höhe von etwa 1840 m. Nachbarsektoren sind im Norden Karama, im Nordosten Gishamvu, im Osten Ngera, im Südosten Nyagisozi, im Süden Cyahinda, im Südwesten Munini und im Westen Kibeho. Durch Rusenge fließt der Agatobwe, ein Nebenfluss des Akanyaru. Der Sektor unterteilt sich in die sechs Zellen Bunge, Cyuna, Gikunzi, Mariba, Raranzige und Rusenge.

## Bevölkerung
Nach Stand der Volkszählung von 2022 liegt die Einwohnerzahl bei 26.911. Zehn Jahre zuvor waren es 24.147, was einem jährlichen Bevölkerungszuwachs von 1,1 Prozent zwischen 2012 und 2022 entspricht.

## Verkehr
Durch die Nordseite des Sektors verläuft die Nationalstraße 9. Von dieser geht eine District Road nach Südosten ab.

## Persönlichkeiten
- André Rwisereka (1949–2010), Politiker